# 금장암 사자탑
금장암 사자탑(金藏庵獅子塔)은 강원도 금강군 내강리 금장골의 금장암터에 있는 고려 초기의 대표적 석탑이다.
불교가 크게 성행하던 고려 초기 금장암과 함께 세운 것으로, 탑축조형식에 대한 구상과 기교가 매우 기발하여 옛날부터 희귀한 탑의 하나로 알려져 있다.이 탑은 돌사자 네 마리가 3층석탑을 떠받들고 있어 사자탑이라고 하는데, 균형잡힌 몸매로 고려 초기 석조예술의 기교와 축조술을 잘 보여 준다. 굳은 화강석을 섬세하게 잘 다듬어 쌓은 이 탑의 높이는 3.87m이다. 탑몸 부분과 바닥단 부분으로 이루어졌으며 바닥단 꾸밈새를 독특하게 하여 탑의 장식적 효과를 높였다.
바닥단은 아래위 두 부분으로 되어 있다. 아랫바닥은 바른사각형 대돌로 되어 있고, 윗바닥단은 환각조각상 부분으로 이루어져 있다. 아랫바닥단 대돌 위의 한복판에는 낮은 대 위에 앉은 보살(자장보살)이 놓여있고, 네 모서리에는 낮은 대 위에 앉은 사자가 갓돌을 떠받치고 있다. 사방을 향해 뻗치고 사납게 이빨을 드러낸 사자는 비교적 단순하고 소박하게 형상되었으나 맹수의 형태적 특징이 잘 표현되어 있다.
2단씩의 고임을 준 탑몸들에는 모기둥을 굵게 돋우새기었고 처마를 짧게 뽑은 지붕들에는 처마받침을 4단씩 굵게 주었다. 처마밑선을 곧게 하고 윗선 추녀모서리만 가볍게 들어준 들추녀 지붕은 산뜻한 감을 준다.
또한 노반과 보륜 위에 꽃망울형 보주를 올려놓은 탑머리는 소박하면서도 아름답다. 탑의 단조로움을 덜기 위하여 바닥단을 특이하게 꾸민 이 탑은 신비함과 아름다움, 균형미가 조화롭게 조성되어 있다.
금장암 사자탑은 고려 건축가, 조각가들의 뛰어난 조형예술적 솜씨가 깃든 특수한 형의 탑으로, 중세 우리나라의 발전된 석조건축의 일면을 보여주며, 고려시대 탑건축 형식과 기교, 건축장식 조각술을 연구하는 데 귀중한 자료가 되고 있다.